# 坦格活德
坦格活德（英文：Tanglewood），或譯唐格爾伍德，是美國馬薩諸塞州亞特蘭大萊諾克斯（Lenox）和史托布列治（Stockbridge）的音樂表演場地 。它坦格活德音樂節、坦格活德爵士音樂節每年的夏季演出的地點，也是波士頓交響樂團自1937年來的夏季演出場地。

## 歷史
坦格活德是為美國作家納撒尼爾·霍桑（Nathaniel Hawthorne）命名的。1850年3月，霍桑應他的出版商威廉·迪挪（William Ticknor）的意見，租住了該地區一個屬於威廉·阿斯平沃爾·塔潘（William Aspinwall Tappan）的小屋。在這個小屋，納撒尼爾·霍桑寫了坦格活德故事（Tanglewood Tales）（1853年）。坦格活德故事是一些希臘神話男女孩故事的重寫。為紀念這個的小屋，小屋的業主為小屋命名為「坦格活德」。這個名字很快就被，塔潘家族（Tappan family）附近一個夏天渡假村使用。
坦格活德音樂會可以追溯到1936年。波士頓交響樂團在伯克夏 （the Berkshires）舉行了它首三場音樂會。這首三場音樂會在一頂帳篷下舉行，約有15,000名觀眾。同年，瑪麗·阿斯平沃爾·塔潘（Mary Aspinwall Tappan）（旅中商人威廉·斯特吉斯（William F. Sturgis）的後裔和廢奴主義者 劉易斯·塔潘（Lewis Tappan）送出這個家族夏天渡假村給波士頓交響樂團。

## 外部連結
- 波士頓交響樂團坦格活德官方網站（页面存档备份，存于）
- 波士頓交響樂團（页面存档备份，存于）

42°20′57″N 73°18′36″W / 42.349166666667°N 73.31°W